# カーネーションハモグリバエ
カーネーションハモグリバエ（学名：Liriomyza dianthicola）は、ハエ目（双翅目）・ハモグリバエ科に分類されるハエの一種。

## 分布
地中海地方を原産地とする。
1996年に北海道にてヨーロッパから導入したカーネーションに寄生している個体が発見された。分布の拡大は確認されていない。

## 特徴
体長は2mm。体色は黄色で、胸部と腹部の背面が黒色となる。
カーネーションに寄生する。地中で蛹化を行う。